# Сердикийски едикт
Сердикийският едикт, известен и като Галериев едикт за толерантността (на латински: Edictum Serdicense, Edictum tolerationis Galerii), също едикт за веротърпимостта:с. 61 е едикт на римския император Галерий, издаден от негово и от името и на съуправителите му августите Константин и Лициний в Сердика на 30 април 311 г., но обявен в Никомедия. Едиктът безусловно дава на християнството статут на „законна религия“, на вероизповедание, признато и прието в Римската империя. Това е първият едикт, легализиращ християнството, предхождащ с две години Миланския едикт. С него се дава молитвена свобода, отменя се инкриминацията на християнството, гарантира се сигурност на домовете и живота на изповядващите го като на останалите граждани в Римската империя.

## Текст
1. Между останалото, което ние постоянно правихме за ползата и благото на държавата до този момент от наша страна, ние искахме изцяло да управляваме в съответствие със законите на предците и обществените принципи, а също да се грижим за това християните, които оставиха пътя на своите прародители, да се върнат към благите мисли.
2. В резултат на това християните бяха обхванати от толкова неразумно стремление, че престанаха да се подчиняват на древните обичаи, установени за тях от предците, а по собствена воля и по собствено желание си измислиха закони, които и съблюдаваха, обединявайки със своята неразумност различни народи.
3. Накрая, когато последва нашето предписание за това те (християните) да се обърнат към древните постановления, много му се подчиниха от страх, (а) много бяха екзекутирани.
4. И понеже твърде много (християни) упорито не оставяха своите убеждения и при това ние видяхме, че както не се отдава дължимата почит на небесата, така не се уважава и християнският бог, по съображение на нашата най-мека кротост и съгласно с постоянната любов ние сме готови да окажем снизхождение на всички хора без ни най-малко колебание, разпространявайки нашето великодушие, ние постановихме християните отново да живеят свободно и да устройват своите събирания, но по такъв начин, че никой от тях да не нарушава реда.
5. С друго послание към съдиите ние възнамеряваме да укажем, какво те трябва да правят. Ето защо по нашето великодушие нека те (християните) да молят своя бог за нашето спасение, за нашата държава и за себе си, за да може навред държавата да бъде невредима и хората безметежно да живеят в домовете си.

(*)Превод от латинския текст на Лактанций
В полза на обстоятелството, че болният вече Галерий е издал едикта в Сердика, е и фактът, че той умира там още през следващия месец май.
По-точни данни обаче се откриват в произведението „За смъртта на гонителите“ на християнския апологет Лактанций (ок. 250 г. – ок. 325 г.). В параграф XXXV от него се казва:
| „ | Този едикт бил издаден в Никомедия преди майските календи по време на осмото консулство [на Галерий] и второто консулство на Максимин [тоест 30 април 311 г.]. | “ |

По-късната християнска историография създава легенда за предполагаемото влияние на съпругата на Галерий Галерия Валерия за приемането на едикта.
Текстът на едикта се възпроизвежда в гръцки превод от църковния историк Евсевий Кесарийски в неговата „Църковна история“, глава VІІІ, 17, но там не се посочват датата и мястото на издаването му.